# Sammlung Arbeitsrechtlicher Entscheidungen (Österreich)
Die Sammlung Arbeitsrechtlicher Entscheidungen (Arb(Slg)) ist eine Sammlung arbeitsrechtlicher Entscheidungen des österreichischen OGH. Sie umfasst Entscheidungen zum materiellen Arbeitsvertragsrecht, Arbeitsverfassungsrecht, Verfahrensrecht und Entscheidungen zu Sondergesetzen, wie etwa dem Heimarbeitsgesetz. Herausgegeben wird die Sammlung durch Helmuth Tades, verlegt durch die Manz’sche Verlags- und Universitätsbuchhandlung. Seit 1978 kann sie auch in der Rechtsdatenbank (RDB) abgefragt werden.
Sie erscheint seit 1922 in einem Band pro Jahr. Die Entscheidungen sind chronologisch nach Entscheidungsdatum sortiert und nach Nummern wie beispielsweise folgend aufgenommen: Arb(Slg) 11.319 [Landesgericht Ibk 1994] Zum Wesen des Probedienstverhältnisses. 